# Matsudaara
× Matsudaara, (abreviado Msda) en el comercio, es un híbrido intergenérico entre los géneros de orquídeas Barkeria × Cattleya × Laelia × Sophronitis. Fue publicado en Orchid Rev. 100(1186) 99(1177) cppo: 13 (1991).